# Yann Schneider
Yann Schneider (* 19. Januar 1986 in Phalsbourg) ist ein französischer Fußballspieler.

## Karriere

### Verein

#### Anfänge und Beginn der Karriere
Yann Schneider spielte zu Beginn seiner Karriere zunächst in seiner Heimat beim damaligen Erstligisten Racing Straßburg. Dort war er hauptsächlich in der Reserve-Mannschaft aktiv (83 Einsätze / 2 Tore), kam aber in der Saison 2005/06 auch zu vier Einsätzen in der Ligue 1. Weiterhin konnte er in dieser Saison zwei Einsätze im UEFA-Cup verbuchen.

#### Auf Leihbasis in Deutschland
Nach dem Abstieg seiner Mannschaft am Ende der Saison wechselte er zu Beginn der folgenden Spielzeit gemeinsam mit seinem Mannschaftskollegen Gaëtan Krebs zum deutschen Regionalligisten Sportfreunde Siegen. Dort konnte er sich im Gegensatz zu Krebs jedoch nicht durchsetzen und spielte überwiegend in der 2. Mannschaft. Lediglich drei Einsätze in der Saison 2006/07 konnte er seiner Einsatzstatistik hinzufügen.

#### Rückkehr in die Heimat
Zur Saison 2007/08 kehrte er zurück zu Racing Straßburg. Bis zum Ende seines Vertrages spielte Schneider jedoch nur in der Reserveelf.

#### Vereinslosigkeit und Wechsel in den Amateurbereich
Nach Vertragsende war Schneider sechs Monate ohne Verein. Er steht seit Januar 2010 im Kader des seinerzeitigen französischen Fünftligisten US Sarre-Union, der zu dieser Zeit in der CFA 2 spielte und seit der Saison 2011/12 dem CFA B angehört. In den ersten beiden Spielzeiten in der CFA 2 kam er zu 40 Ligaeinsätzen. Bis zu seinem Abgang absolvierte er 183 Ligaspiele für den Klub. Einen Treffer erzielte er nicht.
In der Winterpause 2017/18 folgte dann der Wechsel des Stürmers zu Stade Maillanais in die unterklassige "Regional 2".

### Nationalmannschaft
Yann Schneider gehörte zudem zum Kader diverser französischer Jugendnationalmannschaften (U-18, U-19, U-20).